# Formální teorie
Formální teorie je jeden z nejdůležitějších pojmů matematickologické syntaxe. Mnoho matematických teorií může být formalizováno volbou vhodných axiomů. Některé teorie existují pouze jako teorie formální. Příkladem může být teorie množin, jejíž neformalizovaná podoba – tzv. naivní teorie množin je sporná.

## Definice
Teorie v jazyce L je každá množina T formulí jazyka L. Prvky T se nazývají (vlastní) axiomy T.

## Příklady formálních teorií
- Zermelova–Fraenkelova teorie množin
- Von Neumannova-Bernaysova-Gödelova teorie množin
- Peanova aritmetika
- Robinsonova aritmetika
- Formální teorie grup
- prázdná teorie – teorie, která nemá žádné vlastní axiomy (v logice s rovností se tato teorie nazývá Teorie čisté rovnosti).